# Hari Mata Hari
Hari Mata Hari is een Bosnische band.

## Biografie
De groep ontstond in 1985 onder impuls van Hari Varešanović, die toen reeds enkele successen op zijn naam had staan. Hun eerste single, U tvojoj kosi, werd meteen een succes, waardoor de Joegoslavische openbare omroep de band uitnodigde om deel te nemen aan Jugovizija, de nationale voorronde voor het Eurovisiesongfestival. De band eindigde op de vijfde plaats. Een jaar later eindigden ze op de veertiende plaats met Nebeska kraljica.
1988 luidde een gouden periode in. Het album Ja te volim najviše na svijetu ging 300.000 keer over de toonbank. Een jaar later leverde Volio bih da te ne volim 500.000 verkochte platen op, gevolgd door Strah me da te volim, goed voor 700.000 stuks. Door het uitbreken van de Bosnische Burgeroorlog werden de activiteiten stilgelegd. In 1994 kwam er een nieuw album, dat enkel gemaakt was door Hari Varešanović en Izudin Kolečić toen ze politiek vluchteling waren in Duitsland; de rest van de band zou pas in 1998 terug samenkomen.
In 1999 trad de band opnieuw uit de schaduw door deel te nemen aan BH Eurosong. Met het nummer Starac i more won Hari Mata Hari de Bosnische preselectie voor het Eurovisiesongfestival. Echter, Hari Varešanović had het nummer twee jaar eerder aan een Finse artiest verkocht, die het reeds had uitgebracht. Op beschuldiging van plagiaat werd Hari Mata Hari uit competitie genomen, en mochten Dino & Béatrice naar Jeruzalem. Desalniettemin kwam hiermee de carrière van de band weer op gang. Hari Mata Hari trad aan in verschillende muziekfestivals en bracht nieuwe albums uit.
In 2006 werd Hari Mata Hari intern aangeduid om Bosnië en Herzegovina te vertegenwoordigen op het Eurovisiesongfestival 2006 in Athene. Met het nummer Lejla haalde de band de finale, waar hij op de derde plaats eindigde. Het is nog steeds de beste Bosnische eindklassering uit de geschiedenis, en het lied groeide intussen uit tot een klassieker in de Eurovisiewereld.
Na de passage op het Eurovisiesongfestival groeide de naam en faam van de band alleen maar aan. Hari Mata Hari wordt gezien als de grootste band uit de Bosnische geschiedenis.

## Leden
| - Hari Varešanović - Zeljko Zuber - Karlo Martinović - Izudin - Izo Kolečić | - Pjer Žalica - Zoran Kesić - Neno Jeleč - Adi Mulahalilović - Edo Mulahalilović - Miki Bodlović - Emir Mehić - Nihad Voloder |

## Discografie
- 1985 - U tvojoj kosi
- 1986 - Ne bi te odbranila ni cijela Jugoslavija
- 1988 - Ja te volim najviše na svijetu
- 1989 - Volio bi' da te ne volim
- 1990 - Strah me da te volim
- 1991 - Rođena si samo za mene
- 1994 - Ostaj mi zbogom ljubavi
- 1998 - Ja nemam snage da te ne volim
- 2001 - Baš ti lijepo stoje suze
- 2002 - Ružmarin
- 2004 - Zakon jačega
- 2009 - Sreća

1993: Fazla · 
1994: Alma & Dejan · 
1995: Davor Popović · 
1996: Amila Glamočak · 
1997: Alma Čardžić · 
1999: Dino & Béatrice · 
2001: Nino Pršeš · 
2002: Maja Tatić · 
2003: Mija Martina · 
2004: Deen · 
2005: Feminnem · 
2006: Hari Mata Hari · 
2007: Marija Šestić · 
2008: Laka · 
2009: Regina · 
2010: Vukašin Brajić · 
2011: Dino Merlin · 
2012: Maya Sar · 
2016: Dalal & Deen feat. Ana Rucner & Jala